# صباشهر
صَباشَهر یکی از شهرهای استان تهران در ایران است. این شهر در بخش مرکزی شهرستان شهریار قرار دارد.
صباشهر در ۱۵ کیلومتری غرب شهر تهران واقع گردیده‌است.
صباشهر از ادغام شهرهای اسلام‌آباد، قاسم‌آباد، قندیشاد، شهرک مصطفی خمینی، کبودین، شهرک آسمان و ویره تشکیل شده‌است. تصویب‌نامه تأسیس این شهر در تاریخ ۱۳۷۵٫۶٫۲۶ به تأیید ریاست جمهوری وقت رسید.
در جریان زمین‌لرزه بم تیم امدادرسانی شهرداری صباشهر بیشترین حجم آوار منطقه پنج بم را به خارج از شهر انتقال داد.
لازم است ذکر شود که تیم فوتبال صبای قم که اکنون در لیگ دسته دو کشور بازی می‌کند، باشگاه فوتبالی است که از شهر صباشهر به استان قم واگذار شده‌است.
صباشهر که از نظر وسعت پس از باغستان سومین شهر شهرستان شهریار است، با قرار گرفتن در موقعیت ممتاز جغرافیایی من جمله نزدیکی به پایتخت و فرودگاه بین‌المللی امام خمینی، دسترسی مناسب به شهرستانهای بهارستان، رباط کریم و مرکز شهرستان شهریار و هم‌مرزی با آزادراه تهران-ساوه مستعد سرمایه‌گذاری به نظر می‌رسد.
صباشهر همه ساله در مباحث علمی و ورزشی فعال بوده‌است. مهدی مهدوی بازیکن سابق تیم ملی والیبال نیز، بزرگ شده همین شهر است.

## دیدنی‌ها
بقعه امامزاده عبدالله در محله قاسم‌آباد صباشهر واقع شده‌است. گفته شده که وی از نوادگان موسی  بن جعفر است. این بنا فعلاً در حال بازسازی و تعمیرات می‌باشد. بنا دارای الحاقات جانبی شامل مسجد، دفتر هیئت امنا و آبدارخانه است. قبرستانی در بخشی از محوطه وجود دارد.
بنای امامزاده فرخنده خاتون که تنها اثر ثبتی جنوب شهرستان شهریار در فهرست اماکن تاریخی سازمان میراث فرهنگی است در محله ویره صباشهر واقع گردیده‌است.
گنبد خشتی دو پوشه این بنای تاریخی-مذهبی از معدود گنبدهای خشتی در نوع خود است که تقریباً سالم مانده‌است.
شواهد حاکی از این است که بنای اولیه این بقعه در دوران صفوی احداث شده‌است.
مرقد مطهر شهدای گمنام صباشهر واقع در بوستان شهدای گمنام شهرک مصطفی خمینی:
در سال ۱۳۹۶ پیکر مطهر دو شهید گمنام دوران دفاع مقدس با حضور بی نظیر مردم صباشهر در این محل به خاک سپرده شد.

### مناطق گردشگری
شامل قندیشاه – قاسم‌آباد – اسلام‌آباد – ویره – شهرک مصطفی خمینی می‌باشد
قندیشاه:
قندیشاه در گذشته روستای متمرکز بوده که اغلب خدماتی دهی به سایر روستاهای اطراف را انجام می‌داده، حتی شهریار در گذشته از قندیشاد کوچکتر بوده و برا ی خدمات آموزشی (دبستان) از روستای قندیشاد استفاده می‌کرده‌است. قندیشاد دارای قدمت تاریخی زیادی است و سابقه سکونت در آن به حدود ۷۰۰ سال قبل بر می‌گردد.
در مورد وجه تسمیه قندیشاد (قندی شاه) چند روایت وجود دارد:
روایت اول اینکه” جندی شاپور” یا «گندی شاپور» بوده‌است. «جند» در فارسی باستان به معنی شهر و «جندی شاپور» به مهنای شهر شاه بوده‌است.
قندیشاد دارای قدمت تاریخی زیادی است و سابقه سکونت در قندیشاد کنونی به حدود ۷۰۰ سال قبل بر می‌گردد. در گورستان قدیم قندیشاد قلعه ای وجود داشته که تاریخ آن نشان دهنده سابقه پیش از اسلام این منطقه می‌باشد قبرستان قدیم قندیشاد از ۴۰ سال پیش تاکنون بلااستفاده مانده‌است و قبرستان فعلی حدود ۳۰۰ سال قدمت دارد. روایت دوم در مورد قندیشاد این گونه بیان شده که سلطان سنجر از این منطقه به مقصد همدان در حال گذر بوده، در اطراف گورستان کنونی جنب رودخانه ای که شاه چای نامیده شد اتراق می‌کند. یکی از کشاورزان خربزه ای برای سلطان می‌برد، چون خربزه خیلی شیرین بوده سلطان اسم محل را از کشاورز می‌پرسد، می‌گوید “سیم بر ” یا “سیم بن ” سلطان به علت شیرینی خربزه این محل را قندیشاه می‌نامد. در مورد اسم “سیم بر ” روایت شده که در محل معدن نقره وجود داشته‌است.
قاسم‌آباد:
مزرعه ای بوده زیر مجموعه قندیشاد با قدمت حدود ۳۰۰ سال که احتمالاً وجه تسمیه آن به اسم مالک مزرعه برمیگردد.
کبودین:
مزرعه ای بوده جوز قندیشاد با قدمت حدود ۲۰۰ الی ۲۵۰ سال
اسلام‌آباد:
اسلام‌آباد یا ترک آباد منطقه ای که پس از انقلاب (بعد از سال ۱۳۵۷) احداث شده‌است. چون ترک نشین بوده آن را ترک آباد نام نهاده‌اند و بعدها به اسلام‌آباد تغییر نام یافته‌است.
صحرا خرک:
منطقه صحرا خرک دشتی از قاسم‌آباد با قدمت ۱۰۰ ساله و قلعه ای ارباب نشین با ۱۰ خانوار بوده که ارباب آشتیانی داشته‌است و به علت داشتن خار زیاد سابقاً صحرا خارک نامیده می‌شد. در حال حاضر این منطقه با اسلام‌آباد ادغام شده‌است.
ویره:
ویره دارای قدمتی در حدود ۳۰۰ سال می‌باشد. بنا به اظهارات معتمدین ویره، محل سکونت اولیه اهالی در نزدیکی امامزاده فرخنده خاتون قرار داشته که در حدود ۱۵۰ سال پیش به کنار رودخانه شاه چای نقل مکان کرده‌اند. بنا به قولی، اهالی ویره قبل از سکونت در محل فعلی در قلعه آشتیانی در جنوب ویره سکونت داشته‌اند و سپس به محل فعلی آمده‌اند.
مهاجرین ویره از ایالات استان فارس و طوایف قشقایی و همچنین طوایف بختیاری بوده‌اند، در گذشته‌های دور تعدادی مهاجر از قره قان قزوین و ساوجبلاغ و کرمانشاه به این مکان مهاجرت کرده‌اند.
ویره به معنای رونده است. گیاهی که ساقه ندارد و روی زمین پهن می‌شود مانند خربزه و هندوانه یا بر تنه درخت بالا می‌رود مانند عشقه و کدو.
محمدآباد:
محمدآباد قدمتی در حدود۳۰ سال دارد که محل پیوسته به روستای ویره می‌باشد. این محله در گذشته به صورت زمین بایری بوده و فردی به نام استاد محمد که اصالت او همدانی بوده مقداری از آن زمین‌ها را خریده و در آنجا ساختمان احداث کرده و ساخت و ساز در این مکان را پایه‌گذاری کرده‌است.
اهالی محمدآباد شامل مهاجرینی از کردستان، گیلان، مازندران، همدان، آذربایجان، اردبیل، زنجان و … می‌شوند. در طول سالهای بعد از انقلاب نیز تعدادی مهاجر افغانی در منطقه سکونت گزدیده اند.
نام محمدآباد از نام استاد محمد بنیانگذار این قلعه گرفته شده‌است.
شهرک شهید مصطفی خمینی:
شهرک قدمتی در حدود ۳۵ سال دارد. در ابتدا حدود سال ۱۳۶۳ ساخت و سازهای شهرک به صورت خیلی پراکنده بوده‌است. ساخت و ساز نظام یافته شهرک با ساخت خیابان اصلی و خیابان‌های فرعی منشعب از آن و حدود ۳۰۰ واحد مسکونی در سال ۱۳۶۸ شکل گرفته‌است. نام شهرک از نام شهید مصطفی خمینی فرزند ارشد آیت اله خمینی گرفته‌است.
بیشتر مهاجران به این محل از ترک‌های آذربایجانی وگیلانی‌ها می‌باشند.
وجود آثار وبقایای قلعه ای قاجاری در انتهای این شهرک می‌تواند دلیلی بر اسکان انسان در دو سده پیش در این محل تلقی گردد.